# Johann Hieronymus von Humbracht

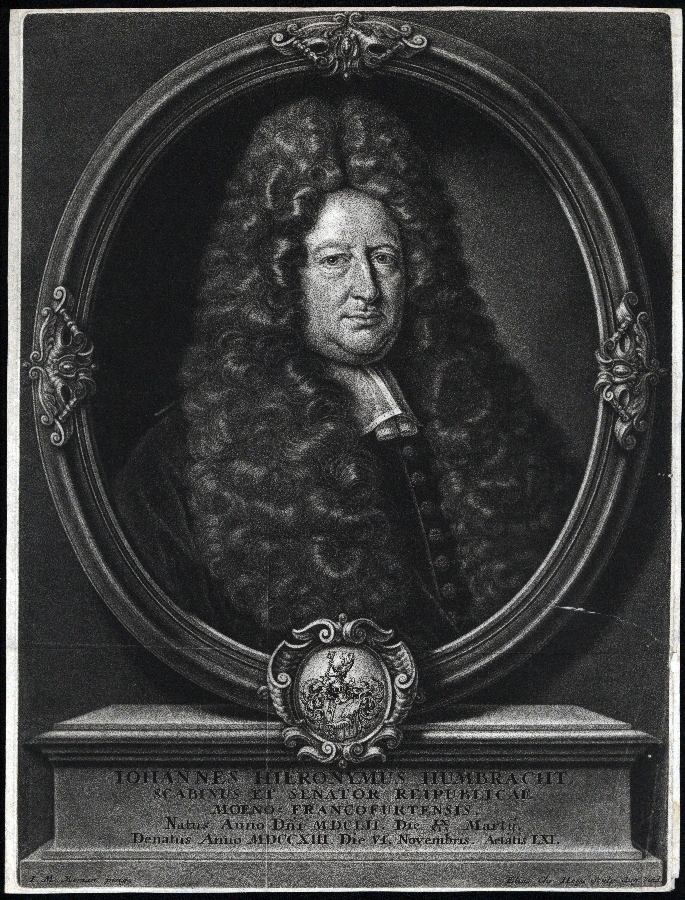
Johann Hieronymus von Humbracht gemalt von Elias Christoph Heiss

Johann Hieronymus von Humbracht (* 19. März 1652 in Frankfurt am Main; † 6. November 1713 ebenda) war ein Frankfurter Politiker.

## Leben

### Herkunft
Johann Hieronymus von Humbracht entstammte dem Geschlecht Humbracht und wurde als Sohn des Frankfurter Patriziers, Ratsherrn, Bürgermeisters und Stadtschultheißen Adolf Ernst von Humbracht (1625 bis 1693) und seiner Frau Anna Margarethe Stralenberger (1628–1692) geboren. Er war wie sein Vater Mitglied der nur Patriziern zugänglichen Adeligen Ganerbschaft des Hauses Alten Limpurg.
Johann Maximilian von Humbracht (1654–1714) war ein jüngerer Bruder.

### Studium und Berufstätigkeit
Wie damals in Kreisen des Frankfurter Patriziats üblich, studierte Johann Hieronymus in Tübingen, Straßburg und Helmstedt die Rechte, aber auch Mathematik. Nach Frankfurt zurückgekehrt, befasste er sich auf Grund seiner mathematischen Kenntnisse mit der Vermessung der Frankfurter Stadtgemarkung. Er wandte sich, wie es ihm als Patrizier zustand, der städtischen Politik zu und wurde 1701 Ratsherr seiner Vaterstadt. Sein besonderes Interesse galt vor allem der Fürsorge für die Armen der Stadt und der Förderung des Stadthospitals. 1708 wurde er zum Jüngeren Bürgermeister gewählt, 1712 wurde er einer der Schöffen der Stadt.

### Familie
1686 heiratete Johann Hieronymus von Humbracht Elisabeth von Hünefeld (1663–1703), die Tochter des Kaiserlichen Rates und Reichshofrates Nikolaus Christoph von Hünefeld (1617–1685). Aus dieser Ehe gingen 5 Söhne und 2 Töchter hervor.
Eine wichtige Quelle für seine Biographie ist die von Pastor Ludwig Heinrich Schlosser gehaltene und 1713 gedruckte Leichenpredigt (darin S. 31 bis 39).